# Supercopa Juvenil FCF
La Supercopa Juvenil FCF, también conocida como Campeonato Juvenil o Campeonato Sub-20 o Sub-20 A es el torneo de fútbol base más importante de Colombia que es organizado por la Federación Colombiana de Fútbol con apoyo de la División Mayor del Fútbol Colombiano y la División Aficionada del Fútbol Colombiano.
Este certamen fue creado en el año 2008 y se juega desde 2009 tras la designación de Colombia como sede de la Copa Mundial de Fútbol Sub-20 de 2011, y la necesidad que la Selección Colombia tuviera un equipo competitivo. Por ello, el comité ejecutivo de la Federación Colombiana de Fútbol, encabezado por Luis Bedoya, tuvo la iniciativa de realizar el torneo, con el fin de foguear muchos más jugadores juveniles de cara al Mundial.
En 2009 el certamen fue para jugadores menores de 18 años, luego, en 2010, para menores de 19 años, en 2011 fue para jugadores de la categoría Sub-20, y en 2012 de nuevo estuvo limitado para jugadores de la categoría Sub-19. Deportivo Cali ha sido campeón en tres ocasiones siendo así el equipo que más veces ha ganado este torneo.
El ganador de este torneo participa en la Copa Libertadores Sub-20 organizada por la Conmebol.

## Historia
La primera edición del torneo se disputó del 18 de julio al 13 de diciembre de 2009, con un total de 91 equipos de todo el país, de los cuales, 27 juegan en las categorías profesionales de la División Mayor del Fútbol Colombiano.
Con el patrocinio de Postobón en el fútbol profesional colombiano, llegó un importante apoyo económico de esa empresa, por lo que el nombre oficial, y por motivos de patrocinio del campeonato, es Campeonato Postobón desde 2010 y por cinco años más.

### 2010 - 2013
El torneo inició con 91 equipos en su primera edición provenientes de 43 ciudades y municipios de 21 departamentos del país. En esta primera edición fue la única donde participaron equipos de Bello (Antioquia), Guateque (Boyacá), Acacías (Meta), Cajamarca (Tolima) y Curumaní (Cesar).

Para el 2010 aparece un equipo del departamento de Casanare integrando así un departamento y 8 ciudades más en el torneo, en esta edición fue la única vez que participaron equipos de Sibaté y El Colegio (Cundinamarca), La Jagua de Ibirico (Cesar) y Villanueva (Casanare). En 2011 disminuyó el número de participantes pero el torneo hizo presencia en 5 ciudades más, no hubo representantes del Casanare a diferencia del año anterior y posterior fue la única edición en la que participaron equipos de San Alberto (Cesar), Puerto Boyacá, Zipaquirá (Cundinamarca).

El 2012 trajo consigo 137 equipos, participando por primera vez un equipo del departamento del Chocó además de aumentar la presencia del torneo en 16 ciudades y municipios más que ediciones anteriores. Aparecieron por primera vez equipos de Turbo (Antioquia), Galapa (Atlántico), Arjona y El Carmen de Bolívar, Moniquirá, Duitama y Sogamoso (Boyacá), Chinchiná (Caldas), Yopal (Casanare), Puerto Tejada (Cauca), Quibdó (Chocó), Cota (Cundinamarca), Sahagún, San Antero (Córdoba), Rivera (Huila), Albania (La Guajira), Fundación (Magdalena), Barbosa (Santander), Guacarí y Cartago (Valle del Cauca).
Con 140 equipos se jugó el Sub-20 para el 2013 con participaciones de nuevas ciudades como: Sabanalarga (Atlántico), Turbaco (Bolívar), Facatativá (Cundinamarca), Armero-Guayabal (Tolima) y Jamundí. En total participan equipos de 63 ciudades y municipios del país.

### 2014
El número de participantes disminuyó con respecto al año anterior con 110 equipos de 53 ciudades y municipios diferentes de 23 departamentos del país además de la participación por primera vez del equipo de Fuerzas Militares de Colombia .
A lo largo de la historia el fútbol Juvenil más importante del país había llegado a 96 ciudades y municipios de Colombia en 23 departamentos de todas las regiones.
Atlético Bucaramanga quedó eliminado del torneo sin conocer la derrota finalizando la primera fase con 12 victorias y 2 empates en el grupo L del torneo, en la segunda fase se enfrentó al Atlético Bucaramanga "B" que disputaba sus partidos de local en Ocaña tras empatar 1:1 en el Estadio Hermides Padilla y vencerlo 3:0 en el Estadio Alfonso López de Bucaramanga, de esta forma se enfrentó en la tercera fase al Real Cartagena empatando 3:3 en el Estadio Olímpico Jaime Morón León de Cartagena y ganando en casa 2:1, llegando a cuartos de final frente al Deportivo Pereira ganando en el Estadio Hernán Ramírez Villegas de Pereira 2:1 y en casa con un contundente 4:0, finalmente en semifinales quedaría eliminado por Deportivo Cali posteriormente campeón del torneo tras empatar 0:0 en casa y 2:2 en la Sede Campestre en Pance de Cali definiendo el paso a la final en los penales por 5:4 a favor del Deportivo Cali.

### 2015
El número de participantes aumentó con respecto al año anterior pasando a 145 equipos de 65 ciudades y minucipios diferentes de 23 departamentos del país, debutaron 28 equipos en el torneo con la llegada del fútbol y representaciones nuevas como Puerto Colombia (Atlántico), Tumaco (Nariño), El Espinal (Tolima), El Copey (Cesar) y Florencia por primera vez del departamento de Caquetá. 
Atlético Bucaramanga llegó a 30 partidos invicto en el torneo desde el 18 de mayo del 2014 al 26 de julio de 2015 con un total de 23 victorias y 7 empates, perdió su invicto en la fecha 11 del Grupo N tras perder 3-0 contra Real Santander en Cancha Marte de Bucaramanga el 7 de agosto.
En este torneo finalizaron la primera fase sin conocer la derrota, Deportivo Cali con 14 victorias en el Grupo D, Deportivo Pasto con 15 victorias y 1 empate en el Grupo D1, Expreso Rojo con 15 victorias y 3 empates en el Grupo F, Alianza Platanera con 12 victorias y 4 empates en el Grupo J, Valledupar F. C. con 16 victorias y 2 empates en el Grupo L y Cúcuta Deportivo con 9 victorias y 3 empates en el grupo Grupo Ñ.
Millonarios FC logró conseguir el mejor resultado como visitante en esta categoría tras vencer en la fecha 8 del Grupo E al Independiente América en el Estadio Municipal de Alvarado (Tolima) 16:1 el 26 de junio de 2015 con 9 goles de Harold Mosquera, 3 goles de Luis Angulo y un gol de Yazni Quiñones, Ómar Bertel y Jefferson Tarifa en dos ocasiones.
La Final del torneo nacional Sub-20 fue ganada por el Cortuluá 2-1 Atlético Huila.

### Supercopa Juvenil FCF
En 2018 el torneo cambió su formato llamándose Supercopa Juvenil FCF dividido en dos categorías, la Sub-20 A, conformada por 60 equipos, 36 de los clubes profesionales y 24 clubes aficionados; la Sub-20 B estuvo conformada por 94 clubes entre aficionados y profesionales. Los campeones fueron Atlético Nacional del Sub-20 A y Tolima Real del Sub-20 B. 
En 2019 se estableció el sistema de ascenso y descenso entre las categorías Sub-20 A y B, se mantuvo la participación de 60 clubes en Categoría A con descenso de los últimos 10 a la Categoría B y del mismo modo ascenso de los primeros 10 de esta categoría, con el fin de establecer a futuro la Primera C Profesional en 2020 con ascenso a la Primera B del Fútbol Profesional Colombiano, sin embargo nuevas declaraciones han echado para atrás este proyecto.

## Sistema de juego
El torneo se disputa anualmente, empezando a principios del mes de marzo y terminando en el mes de noviembre o diciembre del mismo año.
Las fases durante cada torneo son:
- Primera fase: Se juega con 60 equipos divididos en 4 grupos con 15 equipos cada uno según su posición geográfica disputando 30 jornadas en partidos de ida y vuelta todos contra todos, los cuatro primeros equipos de cada grupo clasificarán a la segunda fase.

- Octavos de final: Los 16 equipos clasificados se dividen en 8 llaves enfrentándose según su posición en la tabla de reclasificacion.

- Cuartos de final Clasifican los 8 equipos ganadores de cada llave de la fase anterior enfrentándose en juegos de ida y vuelta.

- Semifinal: Los cuatro equipos ganadores de la fase anterior se enfrentan en dos llaves para definir los finalistas del torneo.

- Final: Los dos equipos ganadores de la etapa semifinal jugarán entre sí dos partidos (ida y vuelta) por el título de campeón del Campeonato Postobon. En caso de igualdad en puntos al término de las dos finales se consagrará campeón el equipo con mejor saldo de goles. De mantenerse la igualdad se definirá al Ganador por definición de tiros desde el punto penal.

Cabe anotar que para el Campeonato 2010 y en el 2011 la segunda fase se jugó con 10 triangulares de tres equipos cada uno, los ganadores de cada triangular formarían 5 llaves de 10 equipos enfrentándose en partidos de ida y vuelta hasta definir los dos mejores que disputarían la final.

## Palmarés
| Edición               | Campeón                               | Resultados                            | Subcampeón                            | Notas                                 |               |
| Torneo Sub-18         | Torneo Sub-18                         | Torneo Sub-18                         | Torneo Sub-18                         | Torneo Sub-18                         | Torneo Sub-18 |
| --------------------- | ------------------------------------- | ------------------------------------- | ------------------------------------- | ------------------------------------- | ------------- |
| 2009 detalles         | Deportivo Cali (1)                    | 0-0 4-1                               | Millonarios                           | [ 6 ]                                 |               |
| Campeonato Postobón   |                                       |                                       |                                       |                                       |               |
| 2010 detalles         | Millonarios (1)                       | 3-1 1-1                               | Real Cartagena                        | [ 7 ]                                 |               |
| 2011 detalles         | Junior (1)                            | 3-2 (5-4 pen.)                        | Independiente Medellín                | [ 8 ]                                 |               |
| 2012 detalles         | Deportivo Cali (2)                    | 2-0 3-1                               | Atlético Nacional                     | [ 9 ]                                 |               |
| 2013 detalles         | Deportes Tolima (1)                   | 2-2 1-0                               | Junior                                | [ 10 ]                                |               |
| 2014 detalles         | Deportivo Cali (3)                    | 1-1 2-1                               | Cortuluá                              | [ 11 ]                                |               |
| Campeonato Juvenil    |                                       |                                       |                                       |                                       |               |
| 2015 detalles         | Cortuluá (1)                          | 2-0 0-1                               | Atlético Huila                        | [ 12 ]                                |               |
| 2016 detalles         | Atlético Nacional (1)                 | 1-1 1-0                               | Deportivo Cali                        | [ 13 ]                                |               |
| Supercopa Juvenil FCF |                                       |                                       |                                       |                                       |               |
| 2017 detalles         | La Equidad (1)                        | 1-0 5-3                               | Barranquilla F.C.                     | [ 14 ]                                |               |
| 2018 detalles         | Atlético Nacional (2)                 | 1-0 1-2 (5-3 pen.)                    | Cúcuta Deportivo                      | [ 15 ]                                |               |
| 2019 detalles         | Millonarios (2)                       | 0-0 3-1                               | Deportes Tolima                       | [ 16 ]                                |               |
| 2020                  | Cancelado por la pandemia de COVID-19 | Cancelado por la pandemia de COVID-19 | Cancelado por la pandemia de COVID-19 | Cancelado por la pandemia de COVID-19 |               |
| 2021                  | No realizado                          | No realizado                          | No realizado                          | No realizado                          |               |
| 2022 detalles         | Envigado F. C. (1)                    | 1-0 2-0                               | Cúcuta Deportivo                      | [ 17 ]                                |               |
| 2023 detalles         | Águilas Doradas (1)                   | 1-1 2-0                               | Cortuluá                              | [ 18 ]                                |               |
| 2024 detalles         | Fortaleza CEIF (1)                    | 0-0 4-1                               | Atlético Huila                        | [ 19 ]                                |               |
| 2025 detalles         | En disputa                            | En disputa                            | En disputa                            | En disputa                            |               |

### Títulos por equipo
| Pos. | Equipo                 | Campeón | Subcampeón | Temp. Campeón     | Temp. Subcampeón |
| ---- | ---------------------- | ------- | ---------- | ----------------- | ---------------- |
| 1    | Deportivo Cali         | 3       | 1          | 2009, 2012 y 2014 | 2016             |
| 2    | Millonarios            | 2       | 1          | 2010 y 2019       | 2009             |
| 3    | Atlético Nacional      | 2       | 1          | 2016 y 2018       | 2012             |
| 4    | Cortuluá               | 1       | 2          | 2015              | 2014 y 2023      |
| 5    | Junior                 | 1       | 1          | 2011              | 2013             |
| 6    | Deportes Tolima        | 1       | 1          | 2013              | 2019             |
| 7    | La Equidad             | 1       | 0          | 2017              |                  |
| 8    | Envigado F. C.         | 1       | 0          | 2022              |                  |
| 9    | Águilas Doradas        | 1       | 0          | 2023              |                  |
| 10   | Fortaleza CEIF         | 1       | 0          | 2024              |                  |
| 11   | Cúcuta Deportivo       | 0       | 2          |                   | 2018 y 2022      |
| 12   | Atlético Huila         | 0       | 2          |                   | 2015 y 2024      |
| 13   | Real Cartagena         | 0       | 1          |                   | 2010             |
| 14   | Independiente Medellín | 0       | 1          |                   | 2011             |
| 15   | Barranquilla F. C.     | 0       | 1          |                   | 2017             |

### Títulos por departamento
| Departamento       | Títulos | Títulos                                                     | Subtítulos | Subtítulos                                       |
| ------------------ | ------- | ----------------------------------------------------------- | ---------- | ------------------------------------------------ |
| Valle del Cauca    | 4       | Deportivo Cali (3) Cortuluá (1)                             | 3          | Cortuluá (2) Deportivo Cali (1)                  |
| Antioquia          | 4       | Atlético Nacional (2) Envigado F. C.(1) Águilas Doradas (1) | 2          | Atlético Nacional (1) Independiente Medellín (1) |
| Bogotá             | 4       | Millonarios (2) La Equidad (1) Fortaleza CEIF (1)           | 1          | Millonarios (1)                                  |
| Atlántico          | 1       | Junior (1)                                                  | 2          | Junior (1) Barranquilla F. C. (1)                |
| Tolima             | 1       | Deportes Tolima (1)                                         | 1          | Deportes Tolima (1)                              |
| Norte de Santander | 0       |                                                             | 2          | Cúcuta Deportivo (2)                             |
| Huila              | 0       |                                                             | 2          | Atlético Huila (2)                               |
| Bolívar            | 0       |                                                             | 1          | Real Cartagena (1)                               |

## Goleadores por edición
| Temp. | País             | Goleador                               | Goles | Equipo                           |
| ----- | ---------------- | -------------------------------------- | ----- | -------------------------------- |
| 2012  | Colombia         | Jonathan Peñaranda                     | 29    | Academia Compensar               |
| 2013  | Colombia         | Mauro Manotas                          | 21    | Uniautónoma F. C.                |
| 2015  | Colombia         | Harold Santiago Mosquera               | 24    | Millonarios                      |
| 2016  | Colombia         | Cristian Pérez Manotas                 | 25    | Barranquilla F. C.               |
| 2017  | Colombia · Siria | Andrés de Jesús Sarmiento Pablo Sabbag | 26    | Atlético Nacional Deportivo Cali |
| 2018  | Colombia         | Michell Ramos                          | 30    | Cúcuta Deportivo                 |
| 2019  | Colombia         | Diego Abadía                           | 24    | Millonarios                      |
| 2023  | Colombia         | Royner Benítez                         | 18    | Águilas Doradas                  |
| 2024  | Colombia         | Luis Marimón                           | 18    | Millonarios                      |

## Estadísticas
- Mayor cantidad de partidos jugados: 
  - Deportivo Cali con 199 hasta 2017
- Mayor cantidad de partidos ganados en un torneo:
  - Deportes Tolima con 24 victorias en 32 partidos en 2018
  - Atlético Nacional con 23 victorias en 30 partidos en 2016
  - Deportivo Cali con 23 victorias en 32 partidos en 2009
  - Deportivo Cali con 22 victorias en 28 partidos en 2012

- Imbatibles:
  - Barranquilla F. C. quedó eliminado del torneo en 2016 sin conocer la derrota llegando a 18 victorias y 8 empates (26 partidos).
  - Atlético Bucaramanga quedó eliminado del torneo en 2014 sin conocer la derrota llegando a 16 victorias y 6 empates (22 partidos).
  - Independiente Santa Fe quedó eliminado del torneo en 2009 sin conocer la derrota llegando a 11 victorias y 6 empates (17 partidos).
- Mayor invicto: 
  - Atlético Bucaramanga con 23 victorias y 7 empates entre el 18 de mayo de 2014 y el 26 de julio del 2015 (30 partidos)
- Mayor goleada a favor como local: 
  - Estrellas del Tesoro 26:0 Deportivo Santa Elena (15 de septiembre de 2012)[20]
  - Barranquilla F. C. 15:0 Cosmos FC Santo Tomás (9 de septiembre de 2016)
  - La Equidad 13:0 Atlantic Internacional (25 de agosto de 2012)
  - Independiente Medellín 13:0 Atlético Quindío (24 de junio de 2016)
  - Jaguares 13:0 Cordeajax (29 de julio de 2016)
  - América de Cali "A" 12:0 Norte del Valle (3 de agosto de 2015)
  - Deportivo Unicosta 12:1 Alianza Caribe FC (15 de septiembre de 2012)
  - Ferrovalvulas Medellín 12:1 Atlético Quindío (22 de agosto de 2016)

- Mayor goleada a favor como visitante: 
  - Independiente América 1:16 Millonarios "A" (26 de junio de 2015)
  - Gol 5 Tolima 0:14 Deportes Tolima (2 de septiembre de 2016)
  - Atlético MG Bogotá 0:13 Tigres F .C. (2 de julio de 2016)
  - Atlantic Internacional 0:12 Real Madrid FC (7 de julio de 2012)
  - Independiente América 0:12 Deportes Tolima (23 de agosto de 2013)

- Mayor empate en goles: 
  - Marsella F.C. 4:4 Real Madrid FC (23 de junio de 2012)
  - Imagen Dental 4:4 Atlético Palmar (10 de agosto de 2013)
  - Universidad Autónoma 4:4 Viejo Cúcuta (21 de junio de 2014)
  - La Cantera FC 4:4 Once Caldas (10 de mayo de 2015)
  - Macondo FC 4:4 Los Alcazeres (21 de junio de 2016)

- Mayor cantidad de goles en un partido: 
  - Estrellas del Tesoro 26:0 Deportivo Santa Elena (15 de septiembre de 2012)[20]
  - Independiente América 1:16 Millonarios FC "A" (26 de junio de 2015)

## Clasificación histórica
La Clasificación histórica del Campeonato Juvenil es un resumen estadístico desde el primer torneo, desde su fundación en 2009.
Clasificación de los 20 primeros equipos:
| 1                                              | Deportivo Cali         | Cali         | 11 | 278 | 610 | 73,14% |
| 2                                              | Atlético Nacional      | Medellín     | 11 | 276 | 583 | 70,41% |
| 3                                              | Millonarios FC         | Bogotá       | 11 | 259 | 542 | 69,76% |
| 4                                              | Deportes Tolima        | Ibagué       | 11 | 247 | 539 | 72,74% |
| 5                                              | Junior                 | Barranquilla | 11 | 259 | 531 | 68,34% |
| 6                                              | La Equidad             | Bogotá       | 11 | 249 | 500 | 66,93% |
| 7                                              | Santa Fe               | Bogotá       | 11 | 227 | 490 | 71,95% |
| 8                                              | Envigado FC            | Envigado     | 11 | 252 | 485 | 64,15% |
| 9                                              | Unión Magdalena        | Santa Marta  | 10 | 234 | 469 | 66,91% |
| 10                                             | Barranquilla FC        | Barranquilla | 10 | 236 | 448 | 63,28% |
| 11                                             | Valledupar Fútbol Club | Valledupar   | 11 | 231 | 443 | 63,92% |
| 12                                             | Independiente Medellín | Medellín     | 11 | 246 | 435 | 58,94% |
| 13                                             | Once Caldas            | Manizales    | 11 | 230 | 443 | 62,75% |
| 14                                             | Real Cartagena         | Cartagena    | 11 | 236 | 415 | 58,72% |
| 15                                             | Atlético Bucaramanga   | Bucaramanga  | 11 | 212 | 411 | 64,62% |
| 16                                             | Cortuluá               | Tuluá        | 9  | 213 | 405 | 63,38% |
| 17                                             | Boyacá Chicó           | Tunja        | 10 | 210 | 396 | 62,86% |
| 18                                             | Deportivo Pasto        | Pasto        | 11 | 218 | 378 | 57,80% |
| 19                                             | Cúcuta Deportivo       | Cúcuta       | 11 | 197 | 374 | 63,28% |
| 20                                             | Atlético Huila         | Neiva        | 10 | 212 | 368 | 57,86% |
| Estadísticas hasta el 9 de septiembre de 2019. |                        |              |    |     |     |        |

- Los datos sobre las estadísticas serán contabilizados una vez finalice cada fase, esto para mantener un orden y control sobre todas las estadísticas.